# Skoki narciarskie na Mistrzostwach Świata w Narciarstwie Klasycznym 1984
Zawody w skokach narciarskich na mistrzostwach świata w narciarstwie klasycznym 1984 odbyły się 26 lutego 1984 w szwajcarskim Engelbergu. Złoty medal wywalczyli Finowie.
Konkurs rozegrano w związku z nieprzyjęciem zawodów drużynowych w skokach narciarskich w program Zimowych Igrzysk Olimpijskich 1984 w Sarajewie.

## Wyniki

### Skocznia duża drużynowo K-120 (Gross-Titlis-Schanze)
| M  | Państwo           | Zawodnik                                                                  | Punkty |
| -- | ----------------- | ------------------------------------------------------------------------- | ------ |
| 1  | Finlandia         | Markku Pusenius Pentti Kokkonen Jari Puikkonen Matti Nykänen              | 618.3  |
| 2  | Niemcy Wschodnie  | Ulf Findeisen Matthias Buse Klaus Ostwald Jens Weißflog                   | 572.2  |
| 3  | Czechosłowacja    | Ladislav Dluhoš Vladimír Podzimek Jiří Parma Pavel Ploc                   | 564.1  |
| 4  | Austria           | Armin Kogler Richard Schallert Ernst Vettori Andreas Felder               | 561.0  |
| 5  | Jugosławia        | Tomaž Dolar Miran Tepeš Vasja Bajc Primož Ulaga                           | 516.6  |
| 6  | Norwegia          | Ole Gunnar Fidjestøl Vegard Opaas Ole Christian Eidhammer Per Bergerud    | 516.2  |
| 7  | Stany Zjednoczone | Reed Zuehlke Dennis McGrane Jeff Hastings Mike Holland                    | 496,9  |
| 8  | Niemcy Zachodnie  | Georg Waldvogel Thomas Hasslberger Andreas Bauer Peter Rohwein            | 490,3  |
| 9  | Związek Radziecki | Oleg Sierow Walerij Karietnikow Giennadij Prokopienko Jurij Gołowszczikow | 485,5  |
| 10 | Szwajcaria        | Olivier Schmid Pascal Reymond Fabrice Piazzini Hansjörg Sumi              | 481,2  |
| 11 | Włochy            | Antonio Lacedelli Sandro Sambugaro Massimo Rigoni Lido Tomasi             | 470,0  |
| 12 | Kanada            | David Brown Steve Collins Ron Richards Horst Bulau                        | 468,2  |
| 13 | Japonia           | Hiroo Shima Masaru Nagaoka Satoru Matsuhashi Hirokazu Yagi                | 455,7  |
| 14 | Polska            | Janusz Malik Tadeusz Fijas Piotr Fijas                                    | 438,4  |